# Lilian Faithfull
Pour les articles homonymes, voir Faithfull (homonymie).
Lilian Mary Faithfull née le 12 mars 1865 à Hoddesdon, dans le Hertfordshire et morte le 2 mai 1952 à Cheltenham dans le Gloucestershire, est une directrice d'école britannique. Elle est l'une des « Steamboat ladies ».

## Biographie
Lilian Faithfull est née à Hoddesdon, Hertfordshire, en 1865. Elle est la fille de Francis Faithfull, employé de la Worshipful Company of Merchant Taylors, et d'Edith Lloyd. Elle fait ses études secondaires à l'école préparatoire The Grange, à Hoddesdon, où elle est la seule fille. Elle poursuit son éducation à domicile et en suivant des cours publics dans différentes disciplines,. Emily Faithfull, l'une des premières militantes des droits des femmes, est sa cousine. 
Elle prépare les examens d'entrée à l'université et est admise au Somerville College d'Oxford en 1883. Durant ses études, elle est capitaine de l'équipe de hockey féminine et championne de tennis universitaire. Elle passe ses examens de langue et littérature anglaises avec mention très bien en 1887, bien que l'université d'Oxford ne délivre pas de diplôme aux femmes à cette époque. Elle obtient ultérieurement un diplôme ad eundem du Trinity College de Dublin en 1905,.

## Carrière professionnelle
Lilian Faithfull enseigne à la Oxford High School de 1887 à 1888, et est la secrétaire du directeur de Somerville College, Madeleine Shaw Lefevre. Elle est ensuite, de 1889 à 1894, chargée de cours au Royal Holloway College, puis rejoint le King's College de Londres, où elle est directrice adjointe du département des études pour les femmes, à Kensington Square,,. Ce département universitaires propose des cours pour les femmes de tous âges, à partir de 17 ans, donnés par des enseignants de King's College. Lilian Faithfull oriente ce cycle de conférences vers une préparation aux examens universitaires, ouvre les cours aux enseignants en formation et introduit des cours d'éducation physique et sportive dans le cursus. Durant les treize années de ses fonctions dans le département, le nombre d'étudiantes est multiplié par deux, une résidence pour étudiantes est instituée et le pôle d'études scientifiques est renforcé. Elle est élue présidente de la Ladies' Hockey Association (plus tard la All England Women's Hockey Association) en 1895, fonction qu'elle occupe jusqu'en 1907 environ. 
En 1907, elle succède à Dorothea Beale comme directrice du Cheltenham Ladies' College, qui comprend alors 900 élèves : un jardin d'enfants, 600 élèves dans les cycles élémentaire et secondaire, dont 300 pensionnaires, un cursus universitaire, et trois départements de formation des enseignants pour les cycles maternel, élémentaire et secondaire. Durant la Première Guerre mondiale, elle installe un hôpital de la Croix-Rouge dans une des résidences de l'école. Elle donne des causeries le samedi à l'intention des élèves les plus âgées. Elle est membre de l'association des directrices d'école et en tant que telle, est nommée au comité qui organise l'enseignement secondaire au pays de Galles. En 1920, elle est nommée juge de paix de Cheltenham. Faithfull s'implique dans les questions sociales et préside un comité pour l'amélioration de l'alimentation des enfants. Elle participe à la fondation de la Old People's Housing Society à Cheltenham, renommée plus tard Lilian Faithfull Homes,. Elle démissionne de ses fonctions au Cheltenham College en 1922. Après sa retraite, elle partage son temps entre sa maison de Birdlip dans les Cotswolds et Londres, où elle s'investit dans des activités caritatives qu'elle décrit dans ses mémoires, The Evening Crowns the day (1940) et un engagement liées à l'éducation, notamment comme cofondatrice d'un comité sur l'enseignement lié au parti conservateur ou encore à la International Federation of University Women (IFUW).
Elle a inspiré le personnage d'Helen Butterfield dans The Constant Nymph, un roman de 1924 de Margaret Kennedy (une ancienne élève de Cheltenham). Elle est fellow du King's College de Londres et reçoit un master honorifique d'Oxford en 1925. En 1926, Faithfull est nommée commandeure de l'Empire britannique. 
Lilian Faithfull meurt le 2 mai 1952 à Faithfull House et est enterrée à Cheltenham,.

## Publications
- (éd.) Selections from the Poems of H. W. Longfellow. With an introduction by Lilian M. Faithfull, 1903
- School hymns for use in the Cheltenham Ladies' College, 1908
- Some Addresses, 1923
- In the House of My Pilgrimage, Londres, Chatto & Windus, 1924, [mémoires de ses années au Cheltenham Ladies' College].
- You and I. Saturday talks at Cheltenham, 1927
- The Pilgrim and Other Poems, 1928
- The Evening Crowns the Day. Reminiscences, 1940